# Жемчужинский сельский совет
Жемчужинский сельский совет (укр. Жемчужинська сільська рада, крымскотат. Çotı köy şurası) — административно-территориальная единица в Нижнегорском районе в составе АР Крым Украины (фактически до 2014 года), ранее до 1991 года — в составе Крымской области УССР в СССР. Население по переписи 2001 года составляло 2315 человек, площадь совета — 30 км². Территория сельсовета находится на юге района, у границы с Белогорским, на берегах реки Биюк-Карасу.
К 2014 году сельсовет состоял из 3 сёл:
- Жемчужина
- Пены
- Приречное

## История
Жемчужинский сельский совет образован в период с 1968 года, когда Жемчужина ещё входила в состав Садового сельсовета, по 1974 год, когда Жемчужинский сельсовет уже существовал и включал следующие сёла:

| - Дрофино - Жемчужина - Пены | - Приречное - Стрепетово - Ястребки |

Тот же состав сохранялся на 1 января 1977 года, а в период до 1 июня 1977 года был создан Дрофинский сельский совет, в который передали Дрофино, Стрепетово и Ястребки и совет обрёл окончательный состав. С 12 февраля 1991 года сельсовет в восстановленной Крымской АССР, 26 февраля 1992 года переименованной в Автономную Республику Крым. С 21 марта 2014 года в составе Крыма аннексирован Россией. Законом «Об установлении границ муниципальных образований и статусе муниципальных образований в Республике Крым» от 4 июня 2014 года территория административной единицы была объявлена муниципальным образованием со статусом сельского поселения.